# Gueutteville-les-Grès
Gueutteville-les-Grès település Franciaországban, Seine-Maritime megyében. Lakosainak száma 364 fő (2022. január 1.). Gueutteville-les-Grès Angiens, Blosseville, Cailleville, Manneville-ès-Plains, Le Mesnil-Durdent, Pleine-Sève és Veules-les-Roses községekkel határos.

## Népesség
A település népességének változása:
| Lakosok száma | 365  | 366  | 378  | 370  | 375  | 377  | 372  | 368  | 364  |
|               | 2013 | 2015 | 2016 | 2017 | 2018 | 2019 | 2020 | 2021 | 2022 |